# Iphigenia brasiliensis
Iphigenia brasiliensis (nomeada, em inglês, giant false donax ou giant coquina; em português, no Brasil, tarioba – do tupi tari´obra ou tari´owa = "concha em forma de folha", segundo o Dicionário Aurélio –; ou maçunim, nome também dado para outras espécies e de etimologia não especificada; por vezes chamada marisco lambão pelos caiçaras do sudeste, por seu comportamento ao usar o pé; até o século XXI errônea e cientificamente denominada Iphigenia brasiliana) é uma espécie de molusco Bivalvia, marinha e litorânea, da família Donacidae e gênero Iphigenia, classificada por Jean-Baptiste de Lamarck, com o nome Capsa brasiliensis, em 1818. Habita as costas do oeste do Atlântico, do sudoeste da Flórida, nos Estados Unidos, passando pelo golfo do México e mar do Caribe, incluindo Grandes Antilhas, leste da Colômbia, Venezuela e Suriname, até a região sul do Brasil e o Uruguai, enterrando-se na areia até os 20 centímetros, logo abaixo da zona entremarés, nas praias lodosas e rasas até os 4 ou 6 metros de profundidade e com influência de água doce ou em estuários, incluindo manguezais. Eurico Santos afirma que as "valvas se unem perfeitamente, por este motivo podem viver muito tempo fora d'água", e que a "tarioba encontra-se no mercado do Rio", sendo usada para a alimentação e intensamente explorada por populações humanas que vivam no entorno de regiões estuarinas. Também pode ser encontrada nos sambaquis brasileiros, entre o Espírito Santo e Santa Catarina; principalmente no "Sambaqui da Tarioba", em Rio das Ostras, Rio de Janeiro, onde é a mais abundante espécie em todas as camadas arqueoestratigráficas. Embora seja uma espécie comum, em 2018 a Iphigenia brasiliensis foi colocada no Livro Vermelho do ICMBio; considerada uma espécie deficiente de dados em 2012.

## Descrição da concha
Iphigenia brasiliensis possui concha inflada, triangular e alongada, com umbos quase centralizados e até 7 centímetros de comprimento, quando bem desenvolvida. Suas valvas são creme ou brancas, com manchas quase centrais, espalhadas e próximas ao umbo, que vão do purpúreo ao castanho ou castanho-amarelado; possuindo superfície esculpida apenas com bem finas linhas de crescimento e revestida por um perióstraco castanho-escuro a castanho-amarelado, opaco, fosco e deiscente. Interior das valvas branco ou também manchado em tons de púrpura a violeta.